# 香川県道29号寒霞渓公園線
香川県道29号寒霞渓公園線（かがわけんどう29ごう かんかけいこうえんせん）は香川県小豆郡小豆島町から一部小豆郡土庄町を経由して、小豆郡小豆島町に至る県道（主要地方道）である。

## 概要
寒霞渓ロープウェイ・寒霞渓に行く観光客や星ケ城山に行く登山客が訪れる。
瀬戸内海で2番目に広い面積を持つ小豆島にある奇勝寒霞渓と、ふもとで小豆島の内海湾沿いの草壁地区を走る国道436号とを結ぶ延長約16 kmの県道である。この県道の北側区間で寒霞渓を巡るブルーライン（寒霞渓道路）は、1967年（昭和42年）に旧日本道路公団によって建設着手され、3年をかけて有料道路として完成した。1981年（昭和56年）の無料開放の際に香川県に移管されて寒霞渓公園線となってからは、地元地域の人々にも大いに利用されている。路線名に「公園」と入っているのは、寒霞渓が瀬戸内海国立公園に属しているためである。

### 路線データ
- 起点：小豆郡小豆島町神懸通（香川県道27号土庄神懸線終点）
- 終点：小豆郡小豆島町草壁本町（小豆島町草壁本町交差点、国道436号交点）

## 歴史
- 1993年（平成5年）5月11日 - 建設省から、県道寒霞渓公園線が寒霞渓公園線として主要地方道に指定される[2]。

## 路線状況

### 別名
- 寒霞渓ブルーライン（寒霞渓道路）

寒霞渓を囲むように駆け上がるドライブルートの別名で、寒霞渓道路ともよばれる。瀬戸内海を望む眺めのよい道で、1987年（昭和62年）8月10日の道の日に、旧建設省と「道の日」実行委員会により制定された「日本の道100選」に選定されている。

## 地理
小豆島は瀬戸内海国立公園の中にあり、道路沿線にあって、火山活動によってできた渓谷といわれる寒霞渓は、日本三大渓谷美、日本三大奇勝のひとつに数えられる。寒霞渓ブルーラインでは山岳道路のため急勾配のワインディングロードとなっており、全線にわたって瀬戸内海を眺望できるほか、展望台からも内海湾、播磨灘、讃岐山脈なども遠望できる。寒霞渓ロープウェイ山頂駅付近からさらに進むと、小豆島スカイラインにつながる。

### 通過する自治体
- 小豆郡小豆島町
- 小豆郡土庄町
- 小豆郡小豆島町

### 交差する道路
| 交差する道路              | 交差する場所 | 交差する場所                  |
| ------------------------- | ------------ | ----------------------------- |
| 香川県道27号土庄神懸線    | 神懸通       | 起点                          |
| 香川県道246号福田港神懸線 | 安田         |                               |
| 国道436号                 | 草壁本町     | 小豆島町草壁本町交差点 / 終点 |

### 沿線
- 寒霞渓ロープウェイ（小豆郡小豆島町神懸通）
- 内海ダム（小豆郡小豆島町神懸通）
- 草壁港フェリーターミナル（小豆郡小豆島町草壁本町）